# Ibrahim Hassan Dankwambo
Ibrahim Hassan Dankwambo (ur. 4 kwietnia 1962 lub 1 stycznia 1963) – nigeryjski polityk.
Urodził się w Gombe. Studiował księgowość na Ahmadu Bello University oraz ekonomię na University of Lagos. W latach 1988–1999 pracował w Banku Centralnym Nigerii. Następnie został powołany na stanowisko głównego skarbnika stanu Gombe. W kwietniu 2005 objął analogiczną funkcję na szczeblu federalnym. Złożył rezygnację w związku z wyborami stanowymi w Gombe w 2011 (kandydował w nich na stanowisko gubernatora). Zwyciężył, uzyskując 596481 głosów. Urzędowanie rozpoczął 29 maja 2011.
Należy do Ludowej Partii Demokratycznej (PDP).